# Могилёвская операция
Могилёвская операция (бел. Магілёўская аперацыя, нем. Mogilewer Operation) — фронтовая операция войск 2-го Белорусского фронта против германских войск во время Второй мировой войны, проведённая 23 июня—28 июня 1944 года на Могилёвско-Минском направлении. Является составной частью Белорусской операции.

## Планы сторон

### РККА
Наступление 2-го Белорусского фронта на Могилёвско-Минском направлении носило вспомогательный характер в рамках Белорусской операции. «Здесь не имелось мощных средств прорыва, чтобы вести наступление одновременно всеми армиями, находившимися в первом эшелоне. Да и не было смысла выталкивать противника из района восточнее Могилёва до тех пор, пока ударные армии 1-го и 3-го Белорусских фронтов не выйдут в глубокий тыл всей группировки противника группы армий „Центр“»
49-я армия 2-го Белорусского фронта должна была на участке в 12 км, форсировав реку Проня, прорвать оборону противостоящей ей 4-й немецкой армии с целью рассечь её. Конечной целью операции был захват городов Могилёв, Шклов, Быхов с форсированием Днепра, в районе Шклов — Могилёв и захватом обширного плацдарма на западном берегу реки для продолжения Белорусской операции в направлении Минска.

### Вермахт
Немецкими войсками были оборудованы три полосы обороны: передовая — по реке Проня, вторая полоса — «по Днепру, обрывистый западный берег которого на значительном расстоянии был танконедоступным, 4-я армия с осени 1943 года оборудовала между Быховом и Оршей оборонительный рубеж. Кроме того, на протяжении ряда месяцев вопреки воле Гитлера и с молчаливого согласия командования группы [армий „Центр“] велось оборудование ещё одного рубежа вдоль Березины».
4-я немецкая армия упорной обороной должна была не допустить прорыва советских войск. Город Могилёв в случае отступления должен был быть превращён в «крепость» и защищаться «до последнего солдата».

## Силы сторон

### РККА
- 2-й Белорусский фронт (командующий генерал-полковник Г. Ф. Захаров, начальник штаба генерал-лейтенант А. Н. Боголюбов, член военного совета генерал-лейтенант Л. З. Мехлис)
  - 33-я армия (командующий генерал-лейтенант В. Д. Крючёнкин, начальник штаба генерал-майор А. П. Пенчевский)
  - 49-я армия (командующий генерал-лейтенант И. Т. Гришин, начальник штаба генерал-майор С. И. Киносян, член военного совета генерал-майор В. А. Сычёв)
  - 50-я армия (командующий генерал-лейтенант И. В. Болдин, член Военного совета генерал-майор А. М. Карамышев)
  - 4-я воздушная армия (командующий генерал-полковник авиации К. А. Вершинин).

Координировал действия 2-го Белорусского фронта представитель Ставки ВГ маршал Г. К. Жуков
В составе 2-го Белорусского фронта на начало операции было 22 стрелковые дивизии, 1 укреплённый район, 4 отдельные танковые бригады, 1 танковый и 10 самоходно-артиллерийских полков. Всего — 319 500 человек. 4-я воздушная армия имела 528 исправных самолётов.

### Вермахт
- часть Группы армий «Центр»
  - южный фланг 4-й армии (командующий генерал пехоты К. фон Типпельскирх)
    - 39-й танковый корпус (командир генерал Р. Мартинек) в составе 12-й, 31-й, 110-й и 337-й пехотных дивизий.
    - 12-й армейский корпус (командир генерал В. Мюллер) в составе 18-й, 260-й, 267-й пехотных дивизий.
    - в резерве моторизированная дивизия «Фельдхернхалле»[4] (командир генерал-майор Ф. К. фон Штейнкеллер).

## Ход боевых действий
Наступлению советских войск предшествовал авиационный удар сил 4-й воздушной армии по немецким самолётам на аэродромах, проведённый за 6—10 суток до начала операции.

### 23 июня
В ночь на 23 июня фронтовые бомбардировщики и части авиации дальнего действия нанесли удары по узлам обороны и артиллерийским позициям немецких войск.
В 9:00 началась двухчасовая артиллерийская подготовка на участке 49-й советской армии. Эта армия перешла в наступление в 11:00 (отдельные стрелковые роты форсировали реку Проня в ходе артподготовки) и прорвала оборону противника на участке Старый Прибуж — Старый Перевоз. К исходу 23 июня части 49-й армии продвинулись на 5—8 км и вела бой на рубеже Старый Прибуж — восточная окраина Бороденки — Трилесино — лес юго-западнее Новоселки — восточная окраина Мокрядь — Ольховка — Сусловка (северная) — восточная окраина Сусловки (Южная) — Попова Слобода — Радучи — Бубыл — Радомля — лес южнее Старый Перевоз.
Войска 33-й и 50-й советских армий существенного продвижения вперёд в этот день не имели.
Авиация фронта произвела 627 самолётных вылетов (противник — 16 самолётных вылетов).
Немецким командованием «в район намечавшейся бреши восточнее Могилёва был брошен резерв 4-й армии — находившаяся на пополнении дивизия, пригодная лишь для обороны».

### 24 июня
С 7:30 активное наступление осуществляла 49-я советская армия и правофланговые части 50-й армии. В результате к исходу дня советские войска продвинулись вперёд на 8—16 км и вышли на рубеж Черневка — Алюта — роща восточнее населённого пункта Ждановичи — отметка 156,0 — Хоньковичи — Поповка — Староселы — Разинка — Чернавцы — Гировцы — Чижи — Селец и захватили плацдарм на западном берегу реки Бася (в райне Ханьковичи — Брадзилы). На других участках фронта советские части продвижения не имели.
«Просьбу командующего 4-й немецкой армии разрешить отход на так называемую прикрывающую позицию по Днепру командование группы армии „Центр“ отклонило с категорическим указанием, что оставшиеся неатакованными участки ни при каких обстоятельствах не должны добровольно оставляться».

### 25 июня
Левофланговые части 33-й и 49-й советских армий, правое крыло и центр 50-й армии продолжали наступление в направлении города Могилёв. В этот день продвижение советских войск составило 4—15 км, они овладели городом Чаусы и к исходу дня вышли на рубеж Новый Прибуж — Застенки — Белая — Рудицы — Доманы — Яськовичи (иск.) — Зарестье — река Реста — Драчково (иск.) — Мошок — Благовичи — Вилейка — Любавино — Копани — Прудище — Грязивец.
В этот день части 4-й армии Германии усилили сопротивление и пытались организовать контратаки с целью остановить наступление советских войск (контратаки немцев были успешно отражены).
Авиация 4-й воздушной армии СССР произвела 850 самолётных вылетов (противник — 5 самолёто-пролётов).
Типпельскирх, принявший командование 4-й армией, вместо ушедшего в отпуск генерал-полковника Хейнрици, взял на себя ответственность в ночь с 25 на 26 июня отвести армию к Днепру. Но это решение являлось запоздалым.

### 26 июня
33-я армия продолжая развивать наступление в направлении города Шклов, к исходу дня продвинулась на 30—35 км и вышла на рубеж Сидоровка — Чемоданы, овладев городом Горки.
49-я армия, продолжая развивать наступление, к исходу дня правым флангом и центром вышла на восточный берег реки Днепр на участке Яново (7 км юго-восточнее г. Шклов) — Павлово — Хвойна; левофланговыми частями (62-й стрелковый корпус) продолжала вести бои с арьергардными частями противника на рубеже севернее Шапотицы — Каменка (14 км восточнее города Могилёв) — Новый Любуж — Красная горка. 153-я и 42-я стрелковые дивизии, форсировав Днепр, удерживали плацдарм на западном берегу реки в районе населённого пункта Защита и западнее населённого пункта Добрейка, перерезав шоссе Шклов — Могилёв.
50-я армия правым флангом и центром продолжала наступление в западном направлении и к исходу дня вышла на рубеж Романовичи — Подбелье (15 км юго-восточнее города Могилёв) — Амховая — Смолка — Кутня — Лисичник — Дворовый.
Авиация фронта произвела 1049 самолётных вылетов.

### 27 июня

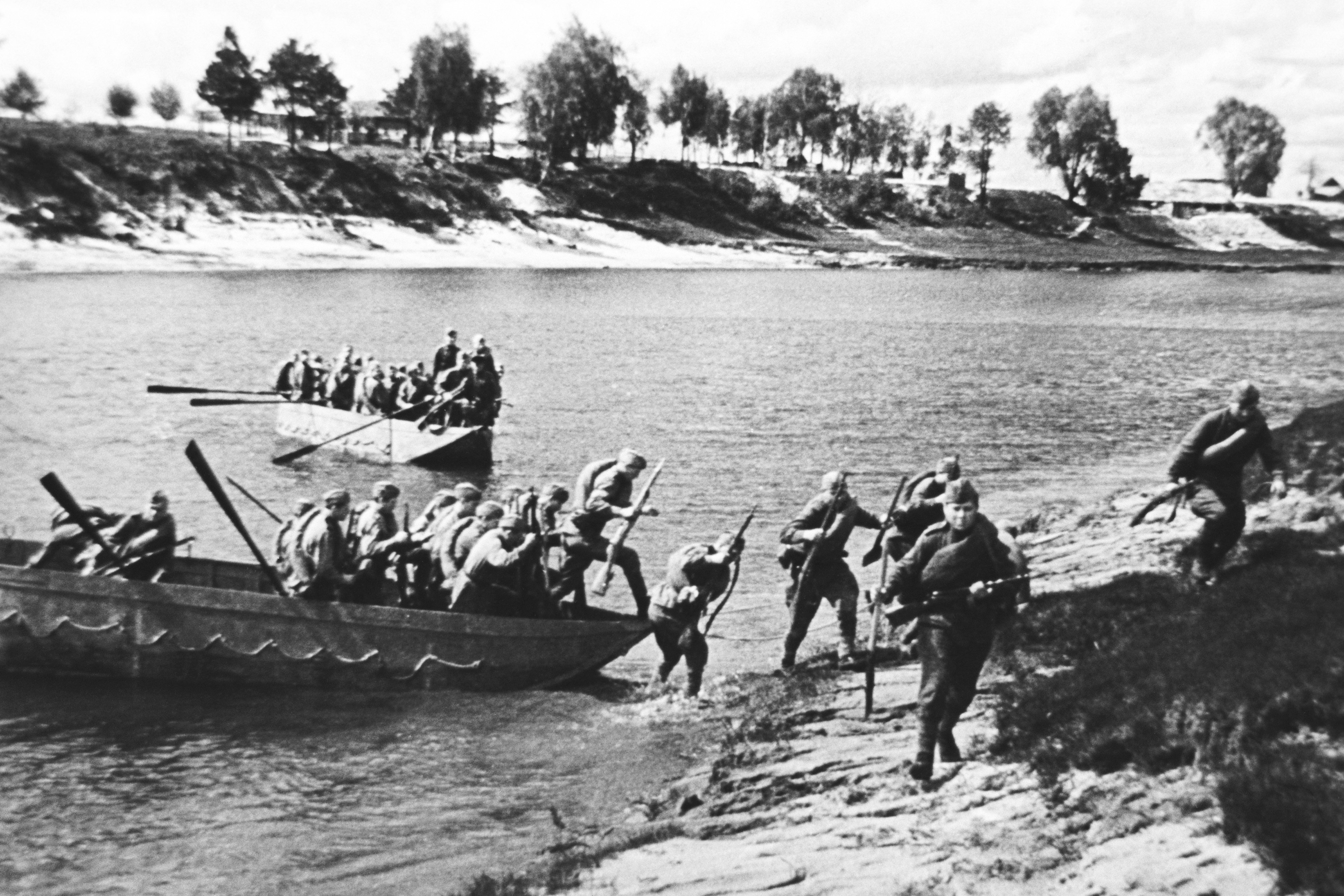
Бойцы 2-го Белорусского фронта форсируют реку Днепр

33-я армия форсировав реку Днепр, овладела населённым пунктом Копысь и городом Шклов и преодолевая сопротивление противника, вела бой за расширение плацдарма на западном берегу реку Днепр. К исходу дня части армии вели бой на рубеже Маньково (7 км западнее населённого пункта Копысь) — Корзуны — Тросенка — Земцы (6 км западнее города Шклов) — Шнаровка — Литовск, продвинувшись вперёд на 18—26 км.
49-я армия всеми силами дивизий первого эшелона форсировала р. Днепр и продолжала преследование отходящего противника на своём правом фланге и в центре. К 17:00 части армии вели бой на рубеже Светлая поляна (21 км северо-западнее города Могилёв) — Закревшина (15 км северо-западнее города Могилёв) — Софиевка — Полыковичи — Краснополье — Сеньково. Частями 369-й и 64-й стрелковых дивизий и танковых частей 49-я армия вела бой на восточных и северо-восточных подступах к Могилёву, продвинувшись за день на 6—11 км.
50-я армия к 17:00 частями 238-й и 139-й стрелковых дивизий вела бой в центре г. Могилёв, частью сил (два стрелковых полка), форсировав реку Днепр в районе Буйничи, обходила Могилёв с юго-запада. 362-я стрелковая дивизия одним стрелковым полком вышла к южной окраине города Быхов, где завязались уличные бои. Остальными частями войска армии закончили очистку восточного берега реки Днепр, строили переправу и готовились к форсированию реки. 380-я стрелковая дивизия одним стрелковым полком форсировала реки Днепр и овладела населённым пунктом Стайки.
Авиация 2-го Белорусского фронта бомбардировочными и штурмовыми действиями уничтожала войска и технику противника, содействовала наступлению советских войск, произведя 931 самолётный вылет. Авиация противника совершила 7 самолёто-пролётов.

### 28 июня
Части 33-й армии, отбив все контратаки противника и захватив большие трофеи, к исходу дня вышли Староселье — Вороновка — Шахово — Орловка.
49-я армия продолжала преследовать отходящего противника, главными силами вышла на рубеж Головчин — Мостище — Рубцовщина (25 км юго-западнее города Могилёв).
50-я армия продолжала преследовать противника в юго-западном направлении, главными силами вышла на рубеж Ташновка — Забродье — Школьный — Городец — Вьюн.
Авиация 2-го Белорусского фронта произвела 581 самолётный вылет. Авиация противника совершила 3 самолёто-пролёта.
В этот день войска фронта полностью овладели городами Могилёв, Шклов, Быхов.

## Итоги операции
В ходе Могилёвской наступательной операции за шесть дней боёв войска 2-го Белорусского фронта прорвали оборону противника на всю оперативную глубину и, форсировав реки Проня и Днепр, существенно продвинулись на запад и юго-запад, освободив города Могилёв, Шклов, Быхов, а также значительную часть Могилёвской области Белорусской ССР. В результате была сделана серьёзная брешь в обороне южного фланга группы армии «Центр» и создана предпосылка для окружения немецких войск в районе Минска.

## Память
В 1964 году на арке Славы в Могилёве установлены мемориальные доски, на которых перечислены части и соединения Красной Армии, награждённые за участие в Великой Отечественной войне орденами Красного Знамени, Суворова II степени, Суворова III степени, а также получившие наименование «Могилёвских».